# ITunes Session (EP de Gorillaz)
iTunes Session es un EP en vivo por la banda virtual británica Gorillaz que se lanzó el 22 de octubre de 2010 en iTunes exclusivamente.

## Lista de canciones
| N.º | Título               | Duración |  |
| 1.  | «Clint Eastwood»     | 4:32     |  |
| 2.  | «Dirty Harry»        | 3:48     |  |
| 3.  | «Feel Good Inc.»     | 3:37     |  |
| 4.  | «Kids With Guns»     | 3:47     |  |
| 5.  | «Stylo»              | 4:32     |  |
| 6.  | «Glitter Freeze»     | 4:04     |  |
| 7.  | «On Melancholy Hill» | 3:47     |  |
| 8.  | «Rhinestone Eyes»    | 3:22     |  |
| 9.  | «iTunes Interview»   | 37:36    |  |